# 恩田峰次郎
恩田 峰次郎（恩田 峯次郎、おんだ みねじろう、1863年5月7日〈文久3年3月20日〉 - 没年不明）は、日本の政治家、地主、家主。

## 人物
東京府・恩田權十郎の二男。1882年、家督を相続する。農業を営む。池袋村会議員となる。公徳会を組織し、会長をつとめる。北豊島郡長崎村第一耕地整理組合評議員である。住所は東京市豊島区池袋2丁目。

## 家族・親族
恩田家
- 父・權十郎[10] - 村長として多年村政に尽瘁した[11]。
- 弟
  - 嘉右衛門[10]（1884年 - ?、地家主[2][3]）
  - 小十郎[9]
  - 忠治[9]（1889年 - ?、地家主、第百銀行池袋支店員[3]）
- 妹[6][9]
- 長男・權次郎（1891年 - ?、メリヤス製造業[7]、東京靴下工業組合代表[8]、地家主[1][9]） - 宗教は日蓮宗[7][8][9]。趣味は園芸、銃猟[7][8][9]。住所は豊島区池袋1丁目[8][9]。
  - 同妻[7][9]
  - 同養子（東京、恩田忠治の三男）[7][8][9]
- 二男[8][9]
- 二女[8][9]
- 三女[8][9]
- 孫[10]